# Gillis Valckenier
Gillis Valckenier, ook Gilles of Jillis Valckenier genoemd (Amsterdam, 13 augustus 1623 - aldaar, 16 november 1680) werd in 1646 lid van de schutterij, in 1649 schepen, in 1652 lid van de vroedschap, in 1657 bewindhebber van de Oost-Indische Compagnie (VOC) en was vervolgens negen keer burgemeester van Amsterdam: in 1665, 1666, 1668, 1670, 1673, 1674, 1676, 1678 en 1679.
Valckenier was afwisselend prins- of staatsgezind. Hij werd beschreven als een man van ruwe manieren en onduldbare grofheid; stuurs, sluw, geveinsd, heerszuchtig, uitgeslapen, gierig, kregelig en bars, maar ook als schrander en arbeidzaam.

## Biografie
Gillis Valckenier stamde uit het patriciërgeslacht Valckenier, en was de zoon van de Amsterdamse burgemeester Wouter Valckenier. Na zijn studie in Leiden in 1647 benoemd tot commissaris van de Desolate Boedelskamer, waar faillissementen werden behandeld. Valckenier had een soort deurwaarderfunctie. Hij woonde vanaf 1648 in het huis van zijn schoonvader in de Sint Antoniesbreestraat. In 1652 werd hij curator van het Athenaeum Illustre. Samen met zijn zwager kocht hij het buiten van Willem Boreel in Oudshoorn.

### Politieke carrière
Dr. Valckenier werd in 1660 betrokken bij de opvoeding van prins Willem III van Oranje-Nassau, evenals Cornelis de Graeff en Johan de Witt. Hij was voorzitter van de commissie aangesteld om op de opvoeding van de prins toe te zien. In 1667 behoorden Gaspar Fagel, Johan de Witt, Andries de Graeff, Govert van Slingelandt en Gillis Valckenier tot de opstellers van het Eeuwig Edict. In het Edict werd het stadhouderschap onverenigbaar verklaard met het kapitein-generaalschap. In 1668 herwon de prins de steun van Valckenier, waarna hij werd weg gerangeerd naar Den Haag. In 1669 werd Valckenier benaderd door de drukker van Adriaan Koerbagh, die in Leiden was ondergedoken.
In 1671 verloor Valckenier opnieuw zijn zetel als burgemeester. Toen de Franse legers Amsterdam naderden, begon Valckenier besprekingen met de prins. In 1672 werd op het advies van Valckenier zestien leden uit de raad gezet. In één keer had hij zich van al zijn persoonlijke tegenstanders ontdaan, zoals Henrick Hooft, Andries en zijn neef Pieter de Graeff. Coenraad van Beuningen en Nicolaes Witsen, Johannes Hudde en diverse andere familieleden waren zijn medestanders. Toen Van Beuningen als diplomaat naar Engeland werd gestuurd en Hooft in 1678 was gestorven, was Valckenier machtiger dan ooit. De Engelse ambassadeur Temple schreef dat: De Turkse sultan niet meer gezag uitoefende over de mensen in zijn land, dan Valckenier in Amsterdam, toch liep hij over straat als een gewone winkelier.

### Diversen
Op het schilderij van Gabriël Metsu bekend onder de titel De familie van burgemeester dr. Gillis Valckenier staat niet Valckenier, maar Jan J. Hinlopen met vrouw en kinderen afgebeeld. Valckenier huwde met Jacoba Ranst; het echtpaar had drie zonen en vijf dochters. In 1670 trouwde zijn zoon Wouter (1650-1707) met Anna Maria, de dochter van Louis Trip. De trouwzaal was versierd met groente, buiten was een groots vuurwerk. Zijn jongere zoon Pieter Ranst Valckenier (1661-1704), die VOC-bewindhebber werd in 1693 en schepen van Amsterdam in 1695, was de vader van Adriaan Valckenier, gouverneur-generaal van Nederlands-Indië. Er zijn portretten van Gillis Valckenier en zijn vrouw Jacoba Ranst in het Amsterdams Historisch Museum en in privécollecties.
- Biografisch Portaal: 10406569
- Digitale Bibliotheek voor de Nederlandse Letteren: valc037
- Gemeinsame Normdatei: 1027233643
- Virtual International Authority File: 275317581
- WorldCat: E39PBJpV9vD3WTxJYvF7t34KBP